# Hypomasticus julii
Hypomasticus julii é um gênero de peixe, que foi descrito pela primeira vez por Santos, Jégu e Lima, em 1996. Hypomasticus julii pertence ao gênero Hypomasticus, e à família Anostomidae.